# Кара-Кую (Советский район)
Кара́-Кую́ (укр. Кара-Кую, крымскотат. Qara Quyu, Къара Къую, قارا قویی) — исчезнувшее село в Советском районе Республики Крым, располагавшееся в центре района, в степной части Крыма, примерно в 3,5 км к юго-западу от современного села Красногвардейское.

## История
Поселение, судя по доступным источникам, было основано русскими переселенцами в 1830-х годах, поскольку впервые в исторических документах встречается на карте 1836 года, на которой в деревне 16 дворов, а на карте и на карте 1842 года, где Каракую обозначен условным знаком «малая деревня», то есть, менее 5 дворов.
В 1860-х годах, после земской реформы Александра II, деревню приписали к Шейих-Монахской волости. Согласно «Списку населённых мест Таврической губернии по сведениям 1864 года», составленному по результатам VIII ревизии 1864 года, Кара-Кую — владельческая русская деревня с 10 дворами и 35 жителями при колодцах. На трёхверстовой карте Шуберта 1865—1876 года деревня Каракую обозначена с 16 дворами. Затем, в доступных документах, до 1920-х годов, селение не встречается.
После установления в Крыму Советской власти, по постановлению Крымревкома № 206 «Об изменении административных границ» от 8 января 1921 года была упразднена волостная система и село вошло в состав Ичкинского района Феодосийского уезда, а в 1922 году уезды получили название округов. 11 октября 1923 года, согласно постановлению ВЦИК, в административное деление Крымской АССР были внесены изменения, в результате которых округа были отменены, Ичкинский район упразднили, включив в состав Феодосийского в состав которого включили и село. Согласно Списку населённых пунктов Крымской АССР по Всесоюзной переписи 17 декабря 1926 года, в селе Кара-Кую, Ак-Кобекского сельсовета Феодосийского района, числилось 9 дворов, все крестьянские, население составляло 40 человек, из них 39 немцев и 1 татарин. В последний раз в доступных источниках Каракуи встречается на карте 1936 года.